# Salvatore Quasimodo
Salvatore Quasimodo (Modica, Sicilia; 20 de agosto de 1901-Amalfi, Campania; 14 de junio de 1968) fue un poeta y periodista miembro del movimiento hermético italiano, recibió el Premio Nobel de Literatura en 1959.

## Vida
Nació en Modica, el 20 de agosto de 1901. Su padre, de profesión ferroviario, fue trasladado a Mesina en 1908 poco después del terremoto que asoló dicha ciudad en diciembre de ese mismo año. Fue en esta ciudad donde escribió sus primeros versos, con sólo dieciséis años, en una pequeña revista literaria que edita junto a unos amigos en el instituto técnico donde estudia.
En 1919 se mudan a Roma, y allí se matricula en ingeniería en el Politécnico; las dificultades económicas le obligan a realizar diversos trabajos para poder pagarse los estudios universitarios, que finalmente no llegaría a terminar. En esa época se empieza a despertar en él el interés por el griego y el latín. En 1926 se traslada a Reggio di Calabria, al conseguir allí una plaza de funcionario aparejador.
Su primera publicación poética fue en 1930 en la revista “Solaria”, donde aparece una colección de poemas suyos con el título de Aguas y Tierras (Acque e terre). Dos años después publica Oboe sumergido (Oboe sommerso), obra que despierta un gran interés entre los críticos literarios.
A partir de 1934 vive en Milán, frecuentando los círculos literarios de dicha ciudad.
En 1938 puede dejar al fin su trabajo de aparejador, haciéndose redactor de la revista “Il Tempo”, en la cual, aparte de encargarse de la crítica teatral, se significa como opositor al fascismo. En 1940 publica Líricos griegos (Lirici greci), obra en la que reúne sus traducciones de los clásicos y que representará una etapa importante en su producción literaria, pues muestra en ella su interés en el acercameinto entre la poesía clásica y la contemporánea. 
Es nombrado profesor del Conservatorio de Milán en 1941, y en 1942 publica Y de repente la noche (Ed è subito sera), obra con la que alcanza un gran éxito, y en la que aparece recogida una antología de su producción poética hasta esa fecha.
Entre 1949 y 1958 intensifica su producción como traductor, publicando varias traducciones del latín (Catulo), del griego (el Evangelio de San Juan y Sófocles) y del inglés (La tempestad de Shakespeare).
A partir del fin de la Segunda Guerra Mundial introduce en los temas de su poesía contenidos más sociales, relacionados con la situación política de su país.
Comparte con Dylan Thomas en 1953 el premio Etna-Taormina de poesía.
En 1959 le conceden el Premio Nobel de Literatura; el discurso que pronuncia ante la Academia Sueca, en el que defiende el papel activo del poeta y de la poesía en la sociedad, será publicado en 1960 junto con otros ensayos en el libro El poeta y el político.
En 1960 es nombrado doctor honoris causa por la Universidad de Mesina.
Durante los últimos años de su vida realizó una activa labor periodística, publicando numerosos artículos de opinión en los cuales critica ácidamente el consumismo de la sociedad moderna. Murió en Nápoles el 14 de junio de 1968 a causa de una hemorragia cerebral; está enterrado en el Cementerio Monumental de Milán.
Su casa se encuentra en la ciudad de Modica y se puede visitar.

## Poesía
Pueden distinguirse en la poesía de Salvatore Quasimodo dos etapas diferentes: la primera corresponde a los poemas publicados en la antología Y de repente la noche y a su obra poética publicada hasta el final de la guerra, en los cuales utiliza una forma escueta, casi minimalista, junto con un contenido fuertemente simbólico. Este estilo hermético lo compartían con él otros poetas italianos de su época, como Giuseppe Ungaretti, Alfonso Gatto y Mario Luzi, todos ellos fuertemente influenciados por los poetas franceses Paul Valéry y Stéphane Mallarmé, y con los cuales acabaría conformando lo que ha sido denominado escuela hermética italiana.
Una vez terminada la guerra, al desaparecer la censura, los temas de la poesía de Quasimodo se vuelcan en la problemática social, utilizando hábilmente la analogía entre las esclavitudes humanas actuales y los mitos griegos; abandona entonces el hermetismo y desarrolla una poesía más clara y vital.

## Obras
- Aguas y tierras (1930).
- Oboe sumergido (1932).
- Erato y Apolo (1936).
- Y de repente la noche (1942).
- La vida no es sueño (1949).
- La tierra incomparable (1958).
- El poeta y el político (1960).
- Dar y tener (1966)